# Eustomias fissibarbis
Eustomias fissibarbis – gatunek niewielkiej głębinowej ryby z rodziny wężorowatych (Stomiidae).

## Występowanie
Zasięg występowania E. fissibarbis obejmuje oceany od 52°N do   34°S i od 98°W do   154°W.

## Charakterystyka
Ryba ma wydłużone, wąskie ciało o maksymalnej długości 19,3 cm.